# Alexander von Kryha
Alexander von Kryha (* 31. Oktober 1891 in Charkiw; † 26. Mai 1955 in Baden-Baden) war ein russisch-deutscher Kryptologe, Erfinder und Geschäftsmann. Eine seine berühmtesten Erfindungen ist die nach ihm benannte Kryha-Chiffriermaschine, die in den 1920er-Jahren in Konkurrenz zur Rotor-Schlüsselmaschine ENIGMA stand.

## Leben
Alexander wurde am 31. Oktober 1891 in der damals zum Russischen Kaiserreich gehörenden ukrainischen Stadt Charkow (nach russischer Schreibweise; die ukrainische Schreibweise ist Charkiw) geboren. Im Ersten Weltkrieg diente er als Soldat in der Zaristischen Armee. Nach der Oktoberrevolution und der damit verbundenen kommunistischen Machtübernahme, entschloss er sich etwa um 1920 nach Deutschland auszuwandern und erlangte kurze Zeit später die deutsche Staatsbürgerschaft. Die kommende Zeit bis zum Zweiten Weltkrieg lebte er in der deutschen Hauptstadt Berlin. Nachdem in den 1920er-Jahren die kryptographische Katastrophe des Ersten Weltkriegs allgemein bekannt geworden war, kamen viele Erfinder, darunter der US-Amerikaner Edward Hugh Hebern, der Deutsche Arthur Scherbius, der Niederländer Hugo Alexander Koch und der Schwede Arvid Gerhard Damm auf die Idee, anstelle der im Krieg benutzten manuellen Verschlüsselungsmethoden besser maschinelle Verfahren zur Verschlüsselung zu verwenden.
Auch Alexander von Kryha hatte hierzu Ideen und entwickelte, in der Hoffnung auf einen kommerziellen Erfolg, eine eigene Verschlüsselungsmaschine, der er seinen Namen gab, die „Kryha-Standard“. Leider erwies sich seine Maschine als kryptographisch schwach und leicht zu knacken. Auch erfüllten sich seine Hoffnungen auf gute Geschäfte nicht. Nach der Standard entwickelte er daher eine neue Maschine, genannt „Kryha-Liliput“. Sie war zwar deutlich handlicher als die Standard, und damit auch attraktiver, leider basierte sie aber auf denselben kryptographischen Prinzipien und erwies sich als nicht stärker als ihre Vorläuferin. Auch seine dritte Maschine, die „Kryha-Elektroschreibende“, zwar deutlich schneller als die bisherigen Modelle, war nicht erfolgreich, obwohl er durch zahlreiche Messeauftritte versuchte, seinen Maschinen publik zu machen. Dazu gehörten Präsentationen auf der Großen Polizeiausstellung 1926 in Berlin, der Internationalen Presseausstellung 1928 in Köln und der Internationalen Büroausstellung im selben Jahr in Berlin. Trotz zahlreicher zusätzlicher Presseinformationen und Veröffentlichungen, mit denen er unterstützend versuchte, seine Maschinen zu vermarkten, war ihm kein größerer Erfolg beschieden.
Im Juli 1930 ging seine Firma, die Deutsche Kryha-Maschinengesellschaft mbH, in Konkurs.
Im Zweiten Weltkrieg diente er als Soldat an der Ostfront und wurde dort als Dolmetscher eingesetzt. Nach dem Krieg, im Jahr 1945, ließ er sich zunächst in Bad Nauheim nieder, bevor er im Jahr 1949 nach Wildbad in den nördlichen Schwarzwald umzog. Aufgrund finanzieller Notlagen wurde er kriminell und musste 1955 sogar kurz ins Gefängnis. Nach seiner Entlassung ging er nach Baden-Baden und verübte dort im Alter von 63 Jahren Selbstmord. Er wurde am 1. Juni 1955 in Baden-Baden beigesetzt.